# Ferroika
Ferroika (v. lat.: ferrum = Eisen) ist der Oberbegriff für alle Materialien mit einer spontanen langreichweitigen Ordnung. Die Gruppe der ferroischen Ordnungsphänomene umfasst Ferromagnetismus, Ferroelektrizität, Ferroelastizität und Ferrotoroidizität.
Treten in einem Stoff zwei oder mehr der ferroischen Ordnungsphänomene simultan auf, spricht man von Ferroika höherer Ordnung oder Multiferroika. Ferroika sind demnach von der Ordnung Eins, existieren zwei Ordnungen liegt ein Ferroikum zweiter Ordnung vor.
Eingeführt wurde der Begriff Ferroika 1970 von dem japanischen Physiker K. Aizu. Ziel war eine systematische Beschreibung und Klassifizierung ferromagnetischer, ferroelektrischer und ferroelastischer Stoffe, die im Wesentlichen  auf Symmetrieargumenten basierte. In jüngster Zeit trat dann noch die Ferrotoroidizität als vierte ferroische Ordnung hinzu. 